# Duraczów (gmina)
Duraczów – dawna gmina wiejska istniejąca do 1954 roku w woj. kieleckim, łódzkim i ponownie kieleckim. Nazwa gminy pochodzi od wsi Duraczów, lecz siedzibą władz gminy był Pomyków. 
W okresie międzywojennym gmina Duraczów należała do powiatu koneckiego w woj. kieleckim. 1 stycznia 1925 od gminy Duraczów odłączono osadę Stary Młyn (36,96 ha), osadę fabryczną Browary (7,28 ha), dwór i park dóbr Końskie Wielkie z częścią gruntów (235,2 ha), wieś Stary Młyn (17,92 ha) i wieś Kościeliska (28,56 ha), które włączono do Końskich.
1 kwietnia 1939 roku gminę wraz z główną częścią powiatu koneckiego przeniesiono do woj. łódzkiego.
Po wojnie gmina przez krótki czas zachowała przynależność administracyjną, lecz już 6 lipca 1950 roku została wraz z całym powiatem przyłączona z powrotem do woj. kieleckiego.
Według stanu z dnia 1 lipca 1952 roku gmina składała się z 23 gromad: Błotnica, Czarna, Czarniecka Góra, Duraczów, Gosań, Grzybów, Gustawów, Hucisko, Izabelów, Janów, Kozia Wola, Luta, Mokra, Piasek, Piła, Pomyków, Rogów, Sadykierz, Smarków, Stadnicka Wola, Stąporków, Wąsosz i Włochów.
Jednostka została zniesiona 29 września 1954 roku wraz z reformą wprowadzającą gromady w miejsce gmin. Po reaktywowaniu gmin z dniem 1 stycznia 1973 roku gminy Duraczów nie przywrócono, a jej dawny obszar wszedł głównie w skład gmin Końskie, Smyków i Odrowąż w tymże powiecie i województwie. W 1976 roku powstała gmina Stąporków o granicach zbliżonych do granic dawnej gminy Duraczów.